# Nomoneura bellardi
Nomoneura bellardi is een vliegensoort uit de familie Mydidae. De wetenschappelijke naam van de soort is, geplaatst in het geslacht Cephalocera, voor het eerst geldig gepubliceerd in 1861 door Bertoloni.
De soort komt voor in Mozambique en Zimbabwe.